# 西莫内·巴拉姆
西莫内·巴拉姆（義大利語：Simone Barlaam，2000年7月12日—），意大利男子游泳运动员。他曾代表意大利参加2020年夏季残疾人奥林匹克运动会游泳比赛，获得一枚金牌、二枚银牌和一枚铜牌。